# 三重県立神戸高等学校
三重県立神戸高等学校（みえけんりつ かんべこうとうがっこう）は、三重県鈴鹿市神戸にある公立高等学校。

## 沿革
- 1920年 - 三重県立神戸中学校開校。
- 1934年 - 公民科と実業科設立。
- 1948年
  - 三重県立神戸中学校、三重県立河芸高等女学校、鈴鹿市立高等女学校、鈴鹿市立工業学校が統合し三重県神戸高等学校となる。
  - 定時制普通課程設置。
- 1949年 - 三重県鈴鹿高等学校と改称。
- 1950年 - 三重県神戸高等学校と改称、白子部（現在の白子高校）と分離。
- 1955年 - 三重県立神戸高等学校と改称、プール完成。
- 1966年 - 天体観測ドーム完成。
- 1969年 - 全日制に理数科を設置。
- 2004年 - 二期制導入。
- 2011年4月 - 定時制課程の生徒募集を停止。
- 2014年3月31日 - 定時制課程を閉課。

## 教育方針
教育目標は学問にもスポーツにも通じる人物の育成、いわゆる文武両道である。

## 学校としての神高
2006年（平成18年）度まで商業科が存在した。亀山市の山間部や県内の広い範囲から生徒が集まるため、原付での通学が条件付で許可されている。三重県内の県立高校としては最初に全普通教室にエアコンが設置された。
鈴鹿市神戸の街中にあり、校舎自体神戸城二の丸跡地に建てられている。かつて城下町であった名残で、周辺の道は入り組んでいる。

## 校内
校舎は全部で3棟あり、北から第1棟、第2棟、第3棟としている。中央の第2棟には全日制職員室、各特別教室、天体観測ドームなどがある。天体観測ドームは現在は故障しているため使用することはできない。
その他体育館、剣道場、武道場、クラブハウス、プールの施設を備える。

## 学校行事
文化祭は9月に2日間行われ、うち1日は地域の文化会館などを借り切って文化部の発表や第2学年の発表が行われる。もう1日の校内発表はクラス展示やアトラクション、第3学年の模擬店などが催され、2007年（平成19年）度までは非公開であったが、2008年（平成20年）度より中学3年生、およびその保護者、近隣住民への限定的な公開へ移行した。
体育祭は6月に行われ、独自の伝統競技として神高体操とよばれる体操を行う。これは1・2年男子が上半身裸で体操を行うものであったが、2018年（平成30年）度より、体操服で行われるようになった。また体育祭は2017年（平成29年）度より四日市ドームにて開催されている。
マラソン大会が2月に催される。以前は神戸中学校付近と鈴鹿川沿いのコースだったが、現在は鈴鹿サーキットの国際レーシングコースを使って行われている。男子は8.0キロメートル、女子は5.8キロメートル走ることになっている。
2年生時には修学旅行が行われる。今まで、九州一周、沖縄や北海道に訪れていたが2016年（平成28年）度からは長崎県に変更された。

## 部活動
部活動に所属するかどうかは生徒の自由である。

### 運動部
- 陸上
- 硬式野球
- ソフトボール（女）
- サッカー
- バドミントン
- バレーボール
- 柔道
- 剣道
- 卓球
- ソフトテニス
- 水泳
- 山岳
- バスケットボール

### 文化部
- 吹奏楽
- 合唱
- 美術
- 書道
- 総合科学
- 演劇
- E.S.S.
- 茶道
- 箏曲
- 放送
- 手芸・調理
- 写真
- 漫画研究
- ボランティア

## 著名な出身者
- 北川正恭（三重県知事）
- 末松則子（鈴鹿市長、三重県議会議員）
- 今村隆郎（日清オイリオグループ代表取締役会長、日本植物油協会会長）
- 中村晋也（彫刻家、文化勲章受章）
- 伊藤清（数学者、第1回ガウス賞受賞、文化勲章受章）
- 堀泰典（医学者、日本初の医学・歯学・薬学博士号取得者、島根県奥出雲町 初代最高名誉顧問、島根県雲南市 初代特別名誉顧問、昭和大学医学部 客員教授、昭和大学薬学部 客員教授、国際NGO国連支援交流協会最高顧問）
- 櫻井義之（亀山市長、三重県議会議員）

## アクセス
- 近鉄鈴鹿線 鈴鹿市駅 約650メートル
- 伊勢鉄道伊勢線 鈴鹿駅 約1キロメートル